# Trampolino Raimund Ertl
Il Trampolino Raimund Ertl (in tedesco Raimund-Ertl-Schanze) è un trampolino situato a Breitenwang, in Austria, in località Lähn.

## Storia
Aperto nel 1933 e più volte ristrutturato, l'impianto ha ospitato i Campionati mondiali juniores di sci nordico 1994 e varie tappe della Coppa del Mondo di combinata nordica.

## Caratteristiche
Il trampolino normale ha il punto K a 85 m; il primato di distanza appartiene all'austriaco David Zauner (94 m nel 2004).